# 가하라트산

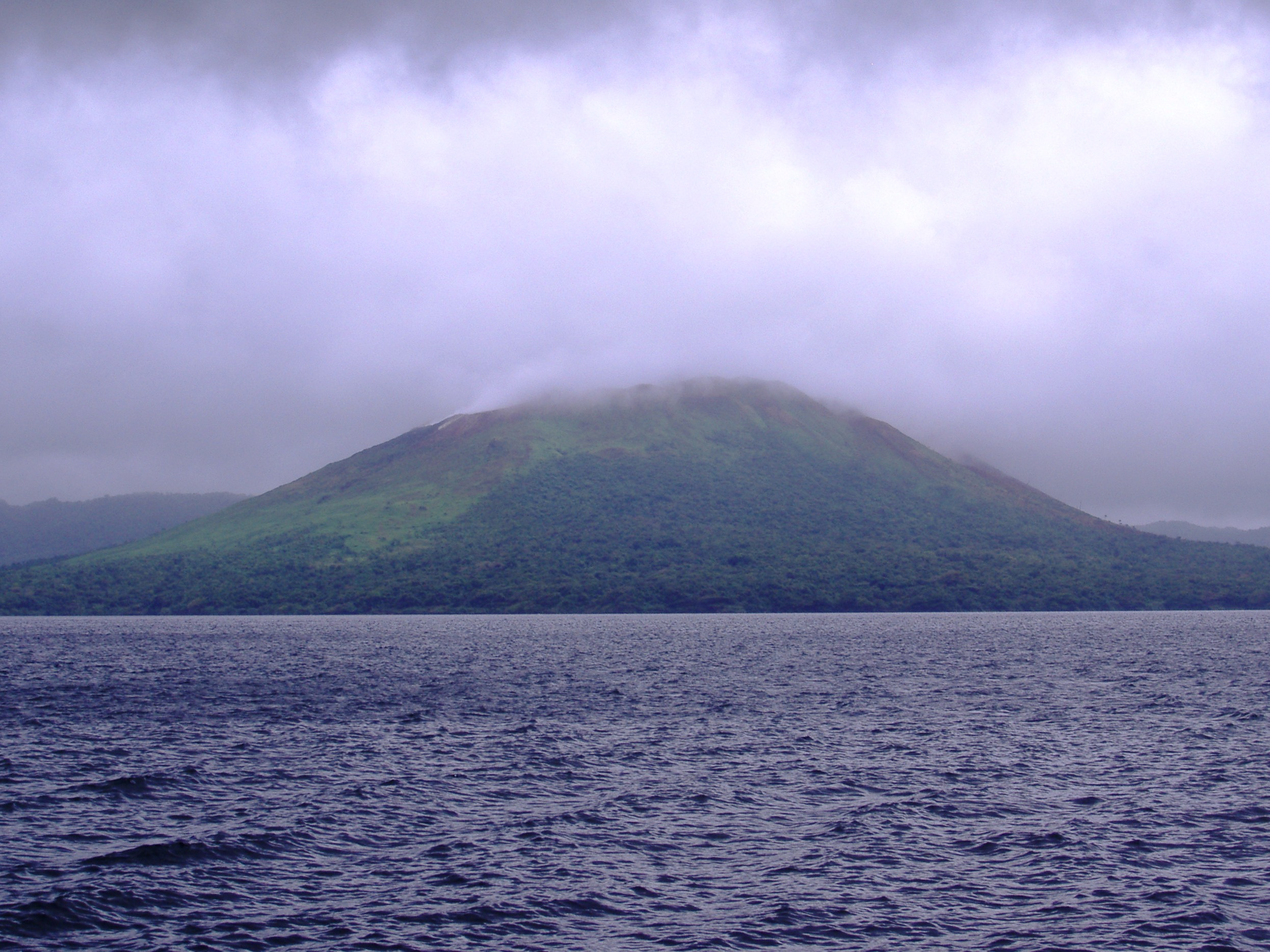
가하라트산

가하라트산(Mount Gharat)은 바누아투의 가우아섬에 있는 성층 화산으로, 활화산이다. 높이는 797m로, 가우아섬에서 제일 높은 봉우리이다. 전에 많은 분화를 했었는데, 대부분 소규모 화산재 분출이었다. 실은 칼데라 내에 솟아있다. 가렛산(Garet)이라고 불린다.